# Distrito electoral local 8 de Chihuahua
El Distrito electoral local 8 de Chihuahua es uno de los 22 distritos electorales en los que se encuentra dividido el territorio del estado de Chihuahua. Su cabecera es Ciudad Juárez. 
Desde el proceso de redistritación de 2022 abarca parte de la zona oeste de Ciudad Juárez.

## Distritaciones anteriores

### Distritación de 1968
En ese entonces tuvo su cabecera en Ojinaga, y abarcaba los municipios de Aldama, Aquiles Serdán, Coyame del Sotol, Julimes, Manuel Benavides y Ojinaga.

### Distritación de 1989
En la distritación de 1989 este distrito continuó teniendo su cabecera en Ojinaga, abarcando los municipios de Coyame del Sotol, Manuel Benavides y Ojinaga.

### Distritación de 1995
Para 1995 el distrito pasó a abarcar parte de Ciudad Juárez.

### Distritación de 1997
En 1997 el distrito continuó teniendo su cabecera en Ciudad Juárez, aunque en su mayoría abarcaba la zona rural del Municipio de Juárez.

### Distritación de 2012
Para 2013 el distrito continuó abarcando parte de la zona sureste Ciudad Juárez.

### Distritación de 2024
Desde 2022, continuó en Ciudad Juárez, abarcando parte de la zona noroeste de la ciudad.

## Diputados por el distrito
| Diputado                       | Grupo parlamentario | Legislatura | Periodo     | Cabecera distrital Según cada distritación |
| ------------------------------ | ------------------- | ----------- | ----------- | ------------------------------------------ |
| Alfredo Rohana Estrada         |                     | XLIX        | 1968 - 1971 | Ojinaga                                    |
| Alberto Ramírez Gutiérrez      |                     | L           | 1971 - 1974 | Ojinaga                                    |
| Diógenes Bustamante Vela       |                     | LI          | 1974 - 1977 | Ojinaga                                    |
| Romelia Barrera de Martínez    |                     | LII         | 1977 - 1980 | Ojinaga                                    |
| Alberto Ramírez Gutiérrez      |                     | LIII        | 1980 - 1983 | Ojinaga                                    |
| José Pacheco Loya              |                     | LIV         | 1983 - 1986 | Ojinaga                                    |
| Carlos Ramírez Herrera         |                     | LV          | 1986 - 1989 | Ojinaga                                    |
| Diógenes Bustamante Vela       |                     | LVI         | 1989 - 1992 | Ojinaga                                    |
| Oscar Manuel Valenzuela Arroyo |                     | LVII        | 1992 - 1995 | Ojinaga                                    |
| Alfonso Lujan Gutiérrez        |                     | LVIII       | 1995 - 1998 | Ciudad Juárez                              |
| Arturo Ávila Fierro            |                     | LIX         | 1998 - 2001 | Ciudad Juárez                              |
| Víctor Valencia de los Santos  |                     | LX          | 2001 - 2004 | Ciudad Juárez                              |
| Álvaro Navarro Gárate          |                     | LXI         | 2004 - 2005 | Ciudad Juárez                              |
| Carlos Estrada Terrazas        | 2005 - 2007         | LXI         |             | Ciudad Juárez                              |
| Juan Manuel de Santiago Moreno |                     | LXII        | 2007 - 2010 | Ciudad Juárez                              |
| Enrique Serrano Escobar        |                     | LXIII       | 2010 - 2013 | Ciudad Juárez                              |
| Lizbeth Gabriela Corral Limas  | 2013                | LXIII       |             | Ciudad Juárez                              |
| Daniel Murguía Lardizábal      |                     | LXIV        | 2013 - 2016 | Ciudad Juárez                              |
| Maribel Hernández Martínez     |                     | LXV         | 2016 - 2018 | Ciudad Juárez                              |
| Marisela Sáenz Moriel          |                     | LXVI        | 2018 - 2021 | Ciudad Juárez                              |
| Cuauhtémoc Estrada Sotelo      |                     | LXVII       | 2021 -      | Ciudad Juárez                              |

## Resultados Electorales

### 2024
| Candidato                     | Candidato                  | Candidato | Partido o coalición | Votos | Porcentaje |
| ----------------------------- | -------------------------- | --- | --- | ----- | ---------- |
| Gloria María Valadez López    | Gloria María Valadez López | Gloria María Valadez López | Coalición "Fuerza y Corazón por México" Partido Acción Nacional Partido Revolucionario Institucional Partido de la Revolución Democrática | —     | —          |
|                               | —                          | Coalición "Sigamos Haciendo Historia" Movimiento Regeneración Nacional Partido del Trabajo Partido Verde Ecologista de México | — | —     |            |
|                               | —                          | Movimiento Ciudadano | — | —     |            |
| Candidatos no registrados     | Candidatos no registrados  | Candidatos no registrados | — | —     | —          |
| Total de votos válidos        | Total de votos válidos     | Total de votos válidos | Total de votos válidos |       | —          |
| Instituto Nacional Electoral. |                            | | |       |            |

### 2016
|  | 24.48 % |

|  | 23.49 % |

|  | 2.55 % |

|  | 5.13 % |

|  | 2.05 % |

|  | 7.46 % |

|  | 9.31 % |

|  | 11.80 % |

|  | 6.35 % |

|  | 1.45 % |

|  | 5.93 % |

|  | 100.00 % |

### 2013
|  | 31.22 % |

|  | 47.86 % |

|  | 4.24 % |

|  | 2.54 % |

|  | 3.97 % |

|  | 1.46 % |

|  | 4.05 % |

|  | 0.11 % |

|  | 4.56 % |

|  | 100.00 % |

### 2010
|  | 30.77 % |

|  | 49.51 % |

|  | 2.35 % |

|  | 1.99 % |

|  | 5.72 % |

|  | 0.93 % |

|  | 3.85 % |

|  | 0.15 % |

|  | 4.73 % |

|  | 100.00 % |

### 2007
|  | 35.62 % |

|  | 54.72 % |

|  | 2.33 % |

|  | 1.42 % |

|  | 3.38 % |

|  | 0.52 % |

|  | 0.03 % |

|  | 1.99 % |

|  | 100.00 % |

### 2004
|  | 36.75 % |

|  | 61.34 % |

|  | 0.03 % |

|  | 1.88 % |

|  | 100.00 % |

### 2001
|  | 37.33 % |

|  | 49.53 % |

|  | 4.56 % |

|  | 1.49 % |

|  | 0.70 % |

|  | 0.09 % |

|  | 0.00 % |

|  | 1.78 % |

|  | 100.00 % |

### 1998
|  | 35.66 % |

|  | 50.49 % |

|  | 8.06 % |

|  | 0.66 % |

|  | 1.02 % |

|  | 1.97 % |

|  | 0.03 % |

|  | 2.10 % |

|  | 100.00 % |

### 1995
|  | 39.09 % |

|  | 45.96 % |

|  | 5.32 % |

|  | 0.00 % |

|  | 2.51 % |

|  | 0.00 % |

|  | 3.31 % |

|  | 0.00 % |

|  | 0.03 % |

|  | 0.00 % |

|  | 100.00 % |

### 1992
|  | 52.20 % |

|  | 45.29 % |

|  | 0.16 % |

|  | 0.09 % |

|  | 0.00 % |

|  | 0.30 % |

|  | 0.00 % |

|  | 1.85 % |

|  | 100.00 % |

### 1989
|  | 36.77 % |

|  | 59.25 % |

|  | 0.01 % |

|  | 0.09 % |

|  | 0.07 % |

|  | 0.62 % |

|  | 0.00 % |

|  | 3.19 % |

|  | 100.00 % |

### 1986
|  | 34.98 % |

|  | 63.94 % |

|  | 0.13 % |

|  | 0.03 % |

|  | 0.05 % |

|  | 0.16 % |

|  | 0.08 % |

|  | 0.63 % |

|  | 0.00 % |

### 1983
|  | 41.52 % |

|  | 55.98 % |

|  | 0.70 % |

|  | 0.20 % |

|  | 0.56 % |

|  | 0.85 % |

|  | 0.00 % |

|  | 0.00 % |

|  | 0.19 % |

|  | 100.00 % |

### 1980
|  | 23.01 % |

|  | 74.02 % |

|  | 2.14 % |

|  | 0.00 % |

|  | 0.13 % |

|  | 0.50 % |

|  | 0.19 % |

|  | 0.00 % |

|  | 0.00 % |

|  | 100.00 % |